# La Calamita
La Calamita es el nombre con el que se conoce al ex centro clandestino de detención que estuvo ubicado en la ciudad argentina de Granadero Baigorria entre 1975 y 1978. La misma pertenecía al ámbito del II Cuerpo de Ejército, siendo uno de los cinco centros clandestinos del circuito represivo del Batallón de Inteligencia 121 de Rosario. Por allí pasaron más de 150 personas que fueron torturadas, asesinadas y desaparecidas.

## Ubicación
El edificio donde funcionó el CCD está ubicado en la Av. Eva Perón 1530, a unas quince cuadras del Hospital Eva Perón.

## Historia
En la década de 1920 el dueño de gran parte de lo que hoy es la ciudad de Granadero Baigorria era un inmigrante español llamado Juan Sala que poseía todo lo que hoy se encuentra desde la Autopista Rosario-Santa Fe —al oeste—, hasta las vías del FCGBM —al este— y desde la Av. Silvestre Begnis —al norte—, hasta la Eva Perón —al sur—.
En esta finca, en la que Sala tenía empleado algo más de 150 obreros, se sembraban árboles frutales, olivares, flores y vides. El casco central de la propiedad era el edificio actual de La Calamita.
Sala, que llegó a ser varias veces Presidente Comunal de la localidad entre 1928 y 1934, falleció a principio de los 40, dejando sus tierras a sus descendientes que, a mediados de esa década, las vendieron a un italiano llamado Ángel Calamita, que a su vez, en 1969, volvió a vender esas mismas tierras a la firma Raúl Benzadón SACI, que aún es dueño de la propiedad.
En 1975, Osvaldo Rodenas y Natalio Wainstein, dirigentes de Rosario Central alquilaron el predio y se lo cedieron al II Cuerpo del Ejército mediante un contacto que estos tenían con el coronel Juvenal Pozzi, siendo una de las concesiones de estos a la cúpula militar que hizo que el equipo de Arroyito se convirtiera en sede de la Mundial ‘78.

## Accionar represivo

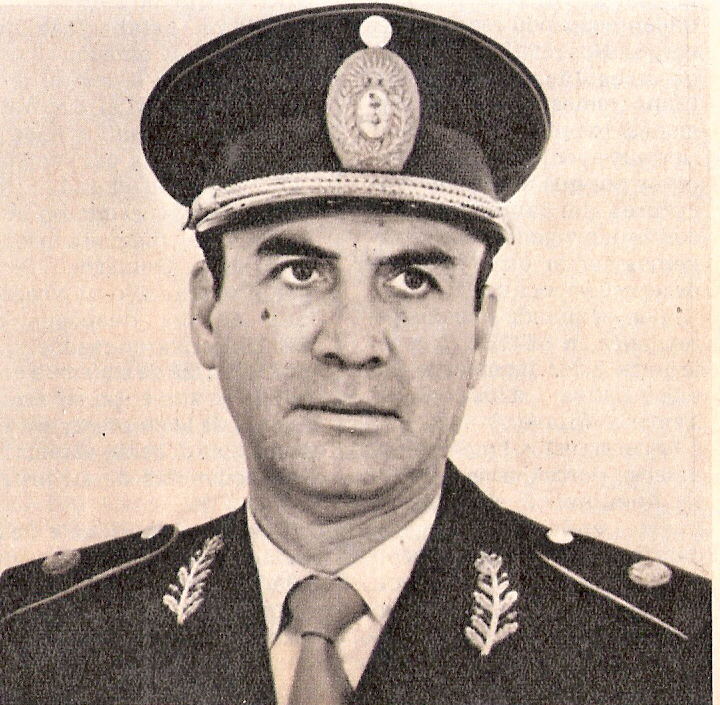
La Calamita estaba bajo la órbita de Ramón Genaro Díaz Bessone.

El inicio de La Calamita como centro de tortura y detención fue por iniciativa del teniente coronel Pascual Guerrieri, exagente del Batallón de Inteligencia 601 y jefe del centro clandestino de detención conocido como Quinta de Funes, sumándolo a la órbita del II Cuerpo de Ejército, cuyos jefes eran Leopoldo Fortunato Galtieri y Ramón Genaro Díaz Bessone.
La idea de La Calamita era desarticular la columna norte de Montoneros y detener a militantes del ERP y delegados de las fábricas ubicadas en el cordón industrial del Gran Rosario.
Se presume que por La Calamita pasaron más de 150 personas, de las cuales 85 aún permanecen desaparecidas.
También se estiman diez nacimientos de bebes que fueron privados de su identidades. Uno de los supuestos partos dentro de La Calamita fue el de Isabel Carlucci, hermana del ex intendente de Capitán Bermúdez, Gerardo Carlucci, quien fuera secuestrada embarazada, en dicha ciudad vecina, en agosto de 1976 y que, según relatos, fue vista con vida en La Calamita.
En 2014 el Senado convirtió en ley el proyecto que permitirá crear un nuevo espacio de promoción y defensa de los derechos humanos en dicho lugar. En la causa Guerrieri III, que se tramita actualmente en la Justicia Federal de Rosario, se determinó que fue 350 centros clandestinos de detención del país y uno de los cinco del circuito represivo del Batallón de Inteligencia 121 de Rosario.